# Laubach (Hesse)
Pour les articles homonymes, voir Laubach.
Laubach est une municipalité allemande située dans l'arrondissement de Giessen et dans le land de la Hesse.
De 1418 à 1806, le comté de Solms-Laubach était dirigé par une branche de la Maison de Solms qui habite toujours le château.
Son bourgmestre est Peter Klug.

## Personnalités liées à la ville
- Othon II de Solms-Laubach (1799-1872), homme politique né et mort à Laubach.
- George Marx (1838-1895), zoologiste né à Laubach.
- Margarete Kühn (1888-1977) designeuse et entrepreneuse, morte à Laubach